# Birger Maertens
Birger Maertens (Bruges, 28 giugno 1980) è un ex calciatore belga, di ruolo difensore.

## Palmarès

### Club

#### Competizioni nazionali
- Campionato belga: 2

Club Bruges: 2002-2003, 2004-2005
- Coppa del Belgio: 3

Club Bruges: 2001-2002, 2003-2004, 2006-2007
- Supercoppa del Belgio: 4

Club Bruges: 2002, 2003, 2004, 2005
- Tweede klasse: 1

Westerlo: 2013-2014